# کرانه داگر

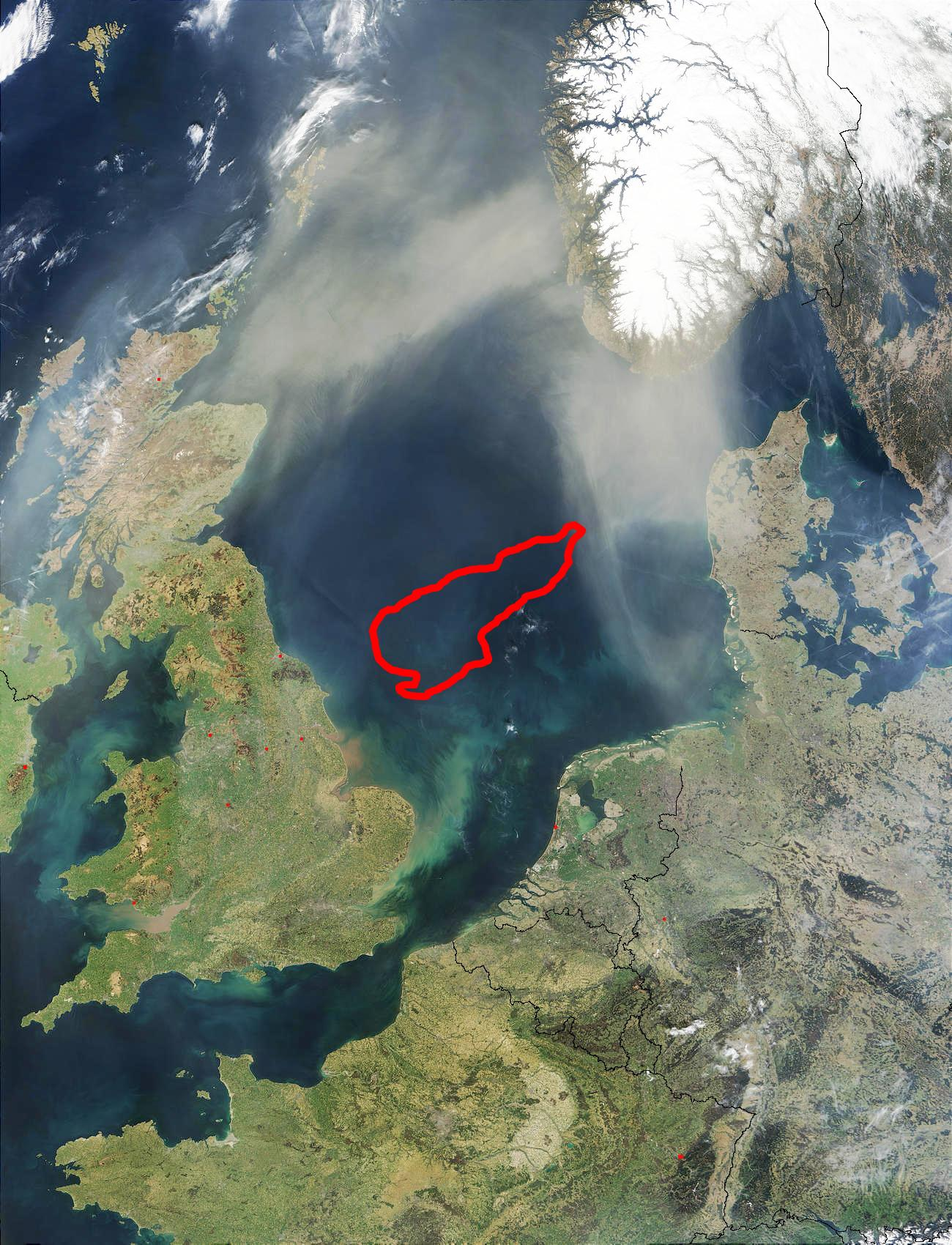
شکل اجمالی کرانه داگر (ناحیه درون خطوط قرمز)

کرانه داگر (انگلیسی: Dogger Bank) یک آب‌تل بزرگ در ناحیه کم‌عمق دریای شمال است که در فاصله ۱۰۰ کیلومتری (۶۲ مایل) از ساحل شرقی انگلستان قرار دارد.
در هنگام آخرین عصر یخبندان، این کرانه بخشی از خشکسار بزرگ بود که سرزمین اصلی اروپا و جزایر بریتانیا را به یکدیگر متصل می‌کرد که اکنون به نام داگرلند معروف است. این کرانه از دیرباز در نزد ماهیگیران به کرانه ماهیگیری پرحاصل شناخته شده است؛ نام آن برگرفته از واژه داگرز است که یک قایق ماهیگیری هلندی در قرون وسطی بود که به‌طور خاص از آن برای صید ماهی روغن استفاده می‌گردید.
در آغاز قرن بیست و یک، این ناحیه به عنوان یک سایت بالقوه برای ایجاد نیروگاه بادی راند ۳ بریتانیا تشخیص داده شد که به عنوان نیروگاه بادی کرانه داگر در حال توسعه است.